# Bagnisiopsis qualeae
Bagnisiopsis qualeae är en svampart som först beskrevs av Chardón, och fick sitt nu gällande namn av Franz Petrak 1951. Bagnisiopsis qualeae ingår i släktet Bagnisiopsis och familjen Phyllachoraceae.   Inga underarter finns listade i Catalogue of Life.